# Castell de Sant Vicenç dels Horts
El Castell de Sant Vicenç dels Horts era un edifici de Sant Vicenç dels Horts (Baix Llobregat), declarat bé cultural d'interès nacional i actualment desaparegut.

## Història
El castell era la casa que els barons de Cervelló i de Sant Vicenç posseïen a la vila de Sant Vicenç dels Horts. El 1344 s'hi va refugiar el rei Jaume III de Mallorca, perseguit per Pere el Cerimoniós.

## Descripció
Tradicionalment, s'ha situat al gran casal conegut com a Cal Perals, que va ser enderrocat l'any 1976. Tenia diverses arcades interiors i, als baixos, uns magnífics finestrals de pedra amb escultures del segle xvi (un dels quals es conserva al Museu Municipal de Molins de Rei, restaurat i adaptat a una de les seves dependències), mentre que al pis alt hi havia una galeria plateresca amb ornamentació de guix. Al portal d'entrada hi havia gravat a la llinda uns signes religiosos, el nom de Joan Triter i l'any 1533.